# フレッド・ハインズ
フレッド・ハインズ（Fred Hynes, 1908年5月8日 - 1992年2月10日）は、アメリカ合衆国のレコーディング・エンジニアである。アカデミー録音賞には7回ノミネートされ、内5回で受賞を果たしている。

## 受賞とノミネート
| 賞           | 年     | 部門   | 作品名                       | 結果       |
| ------------ | ------ | ------ | ---------------------------- | ---------- |
| アカデミー賞 | 1955年 | 録音賞 | オクラホマ!                  | 受賞       |
| アカデミー賞 | 1958年 | 録音賞 | 南太平洋                     | 受賞       |
| アカデミー賞 | 1959年 | 録音賞 | ポギーとベス                 | ノミネート |
| アカデミー賞 | 1960年 | 録音賞 | アラモ                       | 受賞       |
| アカデミー賞 | 1961年 | 録音賞 | ウエスト・サイド物語         | 受賞       |
| アカデミー賞 | 1963年 | 録音賞 | クレオパトラ                 | ノミネート |
| アカデミー賞 | 1965年 | 録音賞 | サウンド・オブ・ミュージック | 受賞       |